# Vanga variable
El vanga variable (Tephrodornis virgatus) és un ocell de la família dels vàngids (Vangidae).

## Hàbitat i distribució
Habita boscos i matolls als Himàlaia oriental, Myanmar, sud de la Xina, Tailàndia, Laos, Vietnam, Península Malaia, Sumatra, Java, Bali, Borneo i l'illa de Hainan.